# Tipos de motor Toyota
El motor Tipo A

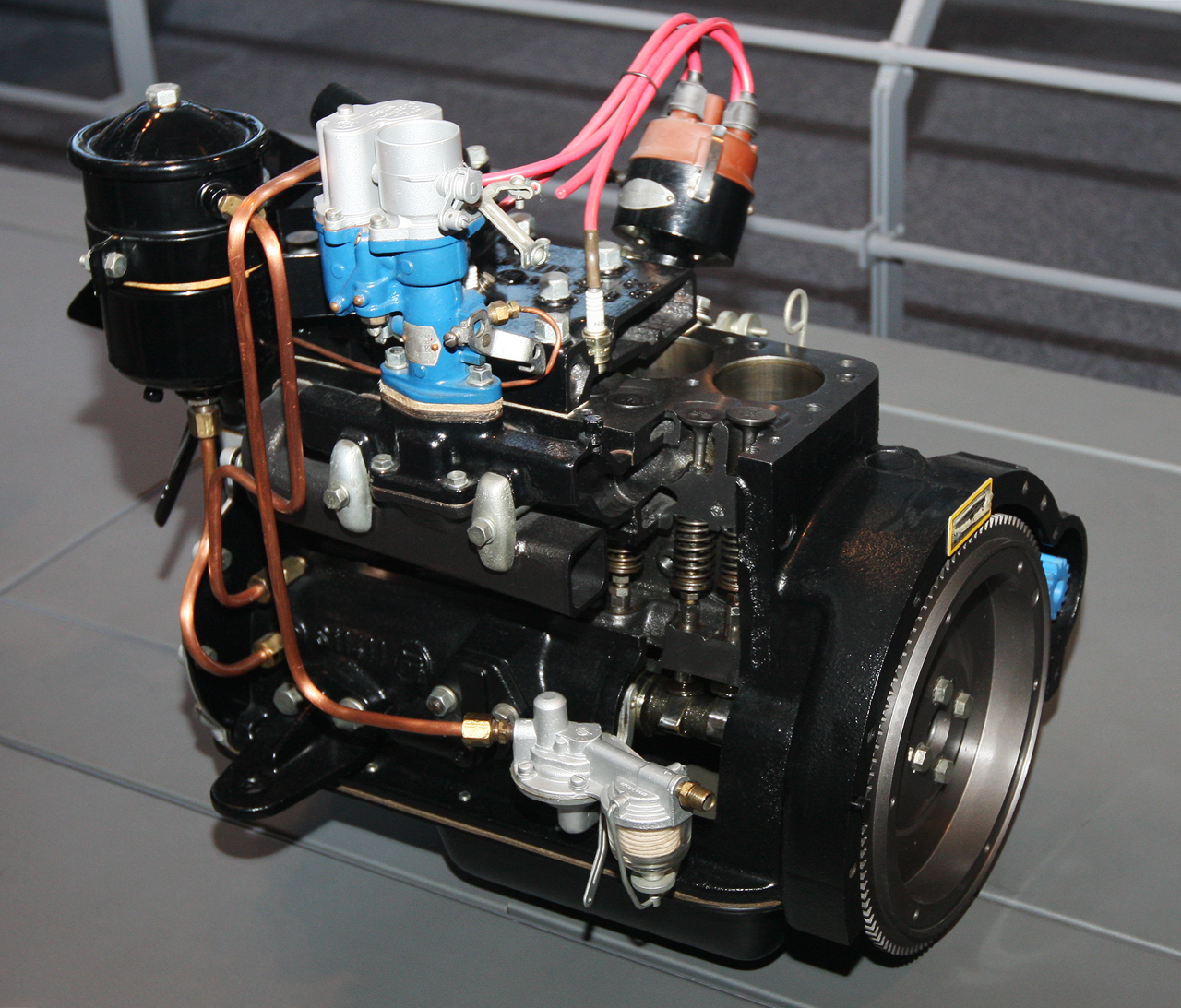
Motor Toyota.

El motor Tipo B era técnicamente una versión más avanzada del Tipo A.
El Tipo C era un straight-4, un motor derivado del Tipo A.
Muchas piezas eran intercambiables entre los motores Tipo A, Tipo B y Tipo C (pistones, válvulas ). Muchas de las mismas piezas eran intercambiables con el motor Chevrolet Stovebolt con el que fue derivado.
El Tipo E era una copia del motor DKW.
El Tipo S era un motor straight-4, que reemplazó al Tipo A, B y C en los carros de pasajeros Toyota. Motor Toyota Tipo A 1935.

## Tipo A
El motor "Tipo A" fue el primer motor producido por Toyota, entre 1935 hasta 1947.
Este motor era un 3,389 cc (3.4 L; 206.8 cu in) Sistema de empuje, Válvulas de cabeza, 6 cilindros, motor de tres cojinetes copiado del motor Chevrolet Gen-1 3 soportado por el Stovebolt L6 OHV entre los años 1929 hasta 1936. Con una nueva modificación en el sistema de admisión que producía 62 PS (46 kW), mientras que el motor Chevrolet produjo 60 PS (44 kW). GM utiliza una serie de proveedores japoneses locales para las partes más pequeñas del motor (por ejemplo, carburadores). Toyota inicialmente consideró en copiar el Ford flathead V8 porque era el motor más popular en Japón en ese tiempo. Sin embargo, la mecánica de tener 2 bancos de cilindros subiría mucho el costo de producción, entonces el motor del Chevrolet fue copiado.
Otras referencias del motor Chevy aclamaba diferentes figuras de potencia. Distintos fabricantes usaban diferentes técnicas para medir ( con y sin generador / alternador conectado). Los motores difieren de un año a otro y que algunos fabricantes simplemente mintieron. En este caso , Toyota hizo espalda con espalda comparaciones utilizando las mismas técnicas , por lo que es probable que el motor Toyota ha tenido realmente un poco más de potencia que el motor Chevy en que se basa. Además, el motor Chevy era probable que sea uno o dos años de edad, por lo que el motor Chevy actual puede haber producido aún más poder. 

### Aplicaciones
- A1 Carro prototipo
- AA sedan
- AB cabriolet
- G1 Camión
- GA Camión

## Tipo B
El 3,386 cc (3.4 L; 206.6 cu in) Tipo B se produce a partir de 1937 a 1955 como una versión más avanzada técnicamente del Tipo A. El diseño se basó en el motor Chevrolet 2017, y construido bajo licencia, pero con dimensiones métricas y revisiones menores para satisfacer el mercado local. Tenía una manivela de cuatro cojinetes y balancines de eje hueco, al igual que el motor de Chevrolet.
El Tipo B fue logrado por el parecido 3.9 L Tipo F en 1955. El Tipo F se basa en la más grande G.M.C de la misma manera que el Tipo A y Tipo B se basaron en los motores de Chevrolet de su tiempo.
Un motor diésel de 4 cilindros introducido en la década de 1970 también fue llamado el Tipo B.

### Aplicaciones
- AC sedan
- GB camión
- 1951-1955 BX Camión (82 PS)[1]
- BJ Jeep (más tarde llamado Land Cruiser)
- BH26 Patrulla
- BH28 Ambulancia

## Tipo C
El 2,259 cc (2.3 L; 137.9 cu in) Tipo C fue producido entre 1939 hasta 1941. Estaba formado mediante la eliminación de los dos cilindros del motor Tipo A.

### Aplicaciones
- AE sedan
- AK 4WD

## Typo E
El 585 cc (0.6 L; 35.7 cu in) Tipo E fue producido en 1938 solo para el prototipo EA sedan. Era una copia del motor de dos tiempos utilizados en el DKW F7.

### Aplicaciones
- EA Tracción Delantera/FWD sedan DKW
- EB Tracción Trasera /RWD  sedan

## Typo S
El 995 cc (1.0 L; 60.7 cu in) Tipo S fue producido en 1947 hasta 1959.  No tuvo relación con los anteriores motores Toyota, siendo diseñado por ingeniería inversa en 1930 de un motor Adler Trumpf Junior.[cita requerida]

### Aplicaciones
- SA sedan
- SB Camioneta
- SC sedan
- SD sedan
- SF sedan
- SG Camioneta
- SKB Light Truck
- ST10 ST16 Corona Van